# 電気推進

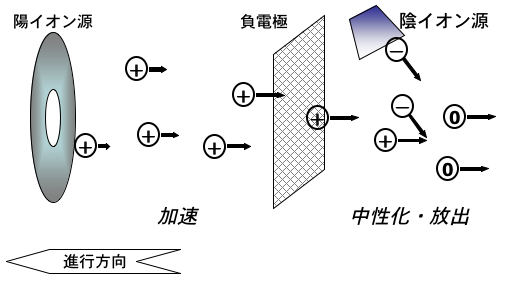
イオン推進の概念図

静電荷電粒子推進器の構造

電気推進（でんきすいしん、英語：electric propulsion）は、宇宙空間で用いられるロケットエンジンシステムの一種。現在一般的な化学ロケットと違い、電気エネルギーを用いて推力を得る。
電気推進の推力は、化学推進に比べて著しく小さいが、比推力が非常に高いのが特徴。
電気推進は、電圧を上げれば上げるほど、吹き出す物質の速度を上げることが可能であり、エネルギーを投入すればするだけ、力が出せる。排熱の問題はあるが、理論的には、10倍の電力を入れれば、10倍の力が出せるし、1万倍の電力を入れれば、1万倍の力が出せる。
歴史は古く、1906年にロバート・ゴダードが実現性を検討したノートが残っている。また、コンスタンチン・ツィオルコフスキーにより、1911年に概念が発表された。

## 電気推進の種類
電気推進は、推進剤の加速に用いられる力の種類により分類される。

### 静電加速型
系が加速する方向に静的な電場を作り、クーロン力によって推進剤を加速するタイプ。イオンの加速を空間電位に頼っているため、宇宙機が帯電しないよう中和器を装備する必要がある。
- イオンエンジン
- ホールスラスタ
- コロイド推進器 - 電離していない金属粒子を直接噴射する。

### 電熱加速型
電気エネルギーで推進剤を加熱し、ノズルなどを用いて熱エネルギーを運動エネルギーに変換して推力を得るタイプ。ノズルは固体材料を用いたもののほか、磁場などを制御してノズルの役割を担わせるものもある。
- DCアークジェット - 放電によって推進剤を直接プラズマ化し、ガスを噴射する。
- レジストジェット - 推進剤を電熱器などによってガス化し、噴射する。

### 電磁加速型
ローレンツ力を用いているもののほか、電場と系の加速の方向が互いに異なるタイプの推進系は電磁加速型と呼ばれる。プラズマの性質を利用して加速するため、中和器が必要ない。
- MPDアークジェット

### 複合型
- VASIMR - DCアークジェットよりもはるかに高いプラズマ温度を達成することが可能である。電熱加速のシステムとも、電磁加速のシステムであるともいえる。